# Sport in Dordrecht
Dit artikel geeft een overzicht van sport(clubs) in Dordrecht.

## Clubs naar sport

### Aikido
- Aikido Dordrecht

### Atletiek
- Fortius

### Badminton
- Badmintonvereniging Selecta
- Badminton Club Dordrecht
- Dordtse Badminton Club Space Shuttle

### Basketbal
- D.B.V. Rowic
- 3on3 streetball
- Basketball Unites

### Biljart
- R.C.D.

### Bowling
- Bowling Vereniging Dordrecht

### Cricket
- Dordrechtse Cricket Club

### Fietsen
- Fietsclub De Mol

### Golf
- Golfclub De Merwelanden

### Gymnastiek
- K.D.O.
- O.K.K.
- Sparta
- de Sportbond
- DVO
- St. Paul
- C.G.V Turinghia

### Handbal
- Handbalvereniging M.O.K.

### Hockey
- Dordrechtse Mixed Hockey Club

### Honk- en softbal
- The Hawks

### IJshockey
- Dordrecht Lions

### Kano- en kajakvaren
- Dordtse kano- en kajakvereniging Dajaks

### Klimmen & Bergsport
- Klimcentrum Mountain Network Dordrecht

### Korfbal
- DeetosSnel
- CKV Oranje Wit
- KC Dordrecht
- Movado
- Sporting Delta

Verenigingen die in een fusie zijn opgegaan:
- Deetos gaat nu verder onder de naam DeetosSnel
- Snel gaat nu verder onder de naam DeetosSnel
- O.D.O gaat nu verder onder de naam Movado
- Blauw-Wit' 51 gaat nu verder onder de naam Movado
- De Zwervers gaat nu verder onder de naam Movado
- D.K.V. gaat nu verder onder de naam Sporting Delta
- T.O.V. gaat nu verder onder de naam Sporting Delta
- Quick gaat nu verder onder de naam Sporting Delta
- Regenboog gaat nu verder onder de naam K.C. Dordrecht
- Merwic gaat nu verder onder de naam K.C. Dordrecht

### Motoball
Motoball Combinatie Dordrecht
(Motoball Combinatie is voortgekomen uit een fusie van 2005 tussen Kon. MTCD "1932" met plaatsgenoot MB '81 )

### Onderwatersport
- Onderwater Sport Club Dordrecht: sportduiken, onderwaterhockey en freediving

### Paardrijden
- Vereniging Dordrechtse Manege

(Vereniging Dordrechtse Manege is voortgekomen uit het bedrijf Dordrechtse Manege dat sinds de 17e eeuw in verschillende vormen een manegebedrijf is geweest)
- Hippisch Centrum Dordrecht

### Roeien
- De Koninklijke Dordrechtse Roei- en zeilvereniging

### Rugby
- Dordtsche Rugby Club

### Schaatsen
- IJsclub De Winterkoning

### Skiën
- Skiclub Dordrecht

### Tennis
- CC
- Dash'35
- DLTC-Thialf
- Oranje Wit
- RCD
- TCD (Tennis Club Dubbeldam)

### Triathlon
- T.V.D.

### Vecht- en verdedigingssport
- Omegasport
- Sportschool Muilwijk
- Budo Instituut Weeland
- Budokai Dordrecht
- Aikido Dordrecht
- Retzef Isreali Krav Maga & MMA

### Voetbal
Er zijn en waren in Dordrecht veel voetbalclubs actief, een aantal namen is inmiddels van het toneel verdwenen vanwege fusie of opheffing.
- A.S.W. ging op in fusieclub Reeland. Omdat het voetbalveld in de Windhondenpolder tijdens de vorstperiode onder water werd gezet, werd de afkorting uitgelegd als 'Altijd Stilstaand Water'
- D.F.C. (Dordrechtse Football Club) is op 16 augustus 1883 opgericht en daarmee de op vier na oudste voetbalvereniging van Nederland.
- Minstens even bekend is voetbalvereniging Emma. Het roemruchte Emma is een aantal jaren geleden opgegaan in sc Reeland, maar is vooral bekend omdat daar destijds de gebroeders Van der Gijp hun carrière begonnen, de voorhoede van Emma bestond op een gegeven moment zelfs geheel uit spelers met de naam 'Van der Gijp' namelijk 4 broers en een neef.

Sinds 2007 is de naam SC Reeland weer verandert in SC Emma. Nu herbergt de club naast voetbal ook andere sporten, zoals Rugby.
- E.B.O.H. is ook een begrip in Dordrecht. Deze club werd op 27 november 1921 opgericht onder de naam O.V.D., Onder Vrienden Dordt, 3 jaar later werd de huidige naam verzonnen: Eendracht Brengt Ons Hoger. Spottend wordt E.B.O.H. ook wel Elf Boeren Op Hol genoemd.
- D.B.C. (Dordtse Bakkers Club)
- D.M.C. (De Merwe Club) opgericht 24 februari 1908 onder de naam Concordia
- DS80
- Dordrecht, speelde aan de Bankastraat
- D.T.F.C., Dordrechtse Turkse Footbal Club, speelde ongeveer van 1980 tot 1984
- Dordtse Politie Sportvereniging
- v.v. Dubbeldam is 7 juni 1913 opgericht in het toenmalige dorp Dubbeldam.
- Fluks is 3 januari 1915 opgericht onder de naam ADO (Alles Door Oefening), zie fusieclub Amstelwijck
- Gelukvogels is in 1917 opgericht, zie fusieclub G.S.C.
- Hakadoer (Joodse voetbal- en korfbalclub) opgericht 20 juni 1932
- Hercules (cricket- en voetbalclub uit de Nieuwstraat)
- v.v. Lips
- Merweboys is in 1917 opgericht, zie fusieclub Stadspolders
- Merwestad
- Merwede, zie fusieclub Amstelwijck
- Merwesteijn, zie fusieclub O.M.C.
- Nosvri
- O.D.S. (Oefening Doet Slagen), heette in de volksmond: Onze Dordtse Schoffies. Een aantal jaren heeft O.D.S. deel uitgemaakt van SC Reeland, maar toen sc Emma uit deze combinatie stapte, ging ook O.D.S. weer op eigen benen verder. Om vervolgens alsnog te fuseren met G.S.C.
- Oranje Wit is in 1925 opgericht, een zaterdagvereniging op protestants-christelijke grondslag
- O.S.S. (Oefening Staalt Spieren), zie fusieclub O.M.C.
- P.T.T., in 1984 van naam veranderd in G.S.V.'84 (Gezelligheid Staat Voorop), zie fusieclub Stadspolders
- R.C.D. (Rooms Katholieke sport vereniging Racing Club Dordrecht) opgericht in 1930
- R.I.O.S.
- S.S.W.
- s.c. Stadspolders, zie fusieclub G.S.C.
- v.v. Surant (Surinaams/ Antilliaans)
- v.v. Wieldrecht is in juli 1947 opgericht

#### Fusieclubs
- Sportclub Stadspolders was de eerste fusieclub in Dordrecht, op 1 juli 1991 fuseerden zondagclub Merweboys en zaterdagclub G.S.V.'84. In 2001 ontstond hieruit G.S.C. (Gelukvogels Stadpolders Combinatie) door de fusie van sportclub Stadspolders met Gelukvogels.
- Sportclub Amstelwijck was sinds juli 2003 de fusieclub van dvv Fluks en vv Merwede. De club werd opgeheven op 1 juli 2016.
- S.c. O.M.C. is de fusieclub van O.S.S. en Merwesteijn en nam in het seizoen 2001-2002 voor het eerst onder deze naam deel aan de competitie. Per 2018 ging deze club verder als de amateurtak van FC Dordrecht.
- Sportclub Emma is de fusieclub van Emma, A.S.W. en O.D.S. Per 31 december 2007 is O.D.S. teruggetreden uit de fusie en was enige tijd zelfstandig actief onder de naam d.v.v. O.D.S. tot het op zijn beurt weer fuseerde met G.S.C. tot G.S.C./O.D.S.
- G.S.C./O.D.S. (Gelukvogels Stadspolders Combinatie/ Oefening Doet Slagen)

#### Betaald voetbal
- FC Dordrecht speelt sinds seizoen 2015-2016 in de Eerste Divisie.

### Volleybal
- Alfa/Next Volley dordrecht
- Volleybalvereniging Astrea

### Waterpolo
- MNC Dordrecht

### Wedstrijdzwemmen
- MNC Dordrecht

### Windsurfen
- Surfvereniging Windkracht

### Zeilen
- Roei- en zeilvereniging KDR & ZV

## Bekende Dordtse sporters
- Rosina Hodde(1983) atletiek, 100 m horden (kampioen van Nederland 2004 en 2005), 4x100 m estafette team, Olympische Spelen 2004 Athene
- Kees Mijnders (1912-2002) voetballer voor D.F.C. en zevenvoudig internationaal,
- Cor van der Gijp (1931) voetballer voor Emma en Feyenoord en veertienvoudig internationaal,
- Jan Jiskoot (1940) zwemmer,
- Elt Drenth (1949) zwemmer,
- René van der Gijp (1961) voetballer,
- Juul Ellerman (1965) voetballer,
- Wieke Hoogzaad (1970) triatlete,
- Louis Laros (1973) voetballer
- Youssef El-Akchaoui (1981) voetballer onder contract bij N.E.C.
- Evander Sno (1987) voetballer onder contract bij Ajax
- Peter Smit (1961-2005) Kyokushinkai Karateka, Thaiboksen, kickboksen, meervoudig wereld- en europees kampioen

## Sportparken en sporthallen
- Sporthal De Dijk
- Sporthal Sterrenburg
- Stichting Overdekte Sportaccommodatie Dordrecht (tennishal Schenkeldijk)
- Sporthal Wielwijk (inmiddels afgebroken)
- Sportpark Stadspolders (G.S.C., Oranje-Wit & Motoball Combinatie Dordrecht)
- Sportpark Amstelwijck
- Sportpark De Schenkeldijk
- Sportpark De Corridor (o.a. O.M.C.)
- Sportpark Krommedijk (R.C.D., D.F.C., FC Dordrecht & The Hawks)